# غردنة تشهار مورون مارغون (مارغون)
غردنة تشهار مورون مارغون (بالفارسية: گردنه چهارمورون مارگون) هي قرية تقع في إيران في قسم مارغون الريفي. يقدر عدد سكانها بـ 16 نسمة بحسب إحصاء 2016.